# Spanien under Franco
Francisco Franco blev Spaniens statsoverhoved og diktator efter sejren i spanske borgerkrig i 1939 og var ved magten frem til sin død 20. november 1975. Efter Francos magtovertagelse blev Spanien officielt kaldt "Den spanske stat" (Estado Español), men efter monarkiets genindførelse i 1947 blev landet også kaldt "Kongeriget Spanien" (Reino de España).
40°31′17″N 3°46′30″V / 40.5214°N 3.775°V